# Batpakty (Qaraghandy)
Batpakty (kasachisch Батпақты, russisch Батпакты), auch bekannt im russischen als nur Batpak (russisch Батпак) oder Batpaktinskoje (russisch Батпактинское), ist ein Dorf im Audan Ossakarow im Gebiet Qaraghandy in Kasachstan.

## Geschichte
Batpakty wurde 1904 unter dem Namen „Kronidowskoje“ von wolgadeutschen Siedlern gegründet. 1909 wurde das Dorf in Batpak offiziell umbenannt. Das Gebiet um das Dorf wurde bereits „Batpaksu“ genannt. Dieser Name leitet sich vom naheliegenden Fluss ab und bedeutet auf Kasachisch so viel wie „schmutziges Wasser“.
Viele Menschen wurden gegen ihren Willen in die Ossakarowka-Region deportiert und viele siedelten sich auch in Batpakty an. Schnell waren verschiedene Ethnien im Dorf vertreten.
1908 wurde das Dorf erweitert. Die neu bebauten Gebiete des Dorfes wurden „Neu-Batpak“ genannt, während die bereits bestehenden Gebiete „Alt-Batpak“ genannt wurden. Im selben Jahr plante die lokale Regierung das Dorf aufgrund seiner Bedeutung in „Suworow“ umbenennen zu lassen. Dieser Plan scheiterte jedoch.
1946 wurde das Dorf erneut erweitert. Nach Anfang des Deutsch-Sowjetischen Krieges im Jahre 1941 zog die Hälfte der Bewohner von Batpakty an die Front. Um die Soldaten zu ehren, wurde 1962 ein Denkmal im Dorf errichtet.
Wegen des Krieges wurden die Wolgadeutschen von der Wolgaregion deportiert und viele siedelten sich in Batpakty an. In den frühen 1990ern zogen 90 % der deutschen Bevölkerung des Dorfes zurück nach Deutschland. 1999 wurde das Dorf vom ehemaligen kasachischen Präsidenten, Nursultan Nasarbajew, besucht.

### Bevölkerungsentwicklung
| 1999  | 2002  | 2009  |
| ----- | ----- | ----- |
| 1.399 | 1.067 | 1.000 |

## Geografie und Infrastruktur
Batpakty liegt an der Fernstraße M36 zwischen der Gebietshauptstadt Qaraghandy und der Landeshauptstadt Astana, nah an der Grenze zum Gebiet Aqmola. Zudem ist Batpakty ca. 15 km vom Verwaltungszentrum des Audans, Ossakarowka, entfernt.
Südlich des Dorfes befindet sich der Bahnhof Aktasty, der eine Zugverbindung zwischen Batpakty und diesen Städten herstellt:
| Linie(n)    | Streckenverlauf (Ausgewählte Stationen)                                                                                       |
| ----------- | --- |
| 145Ц / 145Н | Qaraghandy–Aktasty–Arschaly–Astana–Kökschetau–Smirnowo–Petropawl–Omsk                                                         |
| 328Ц / 328Т | Qaraghandy–Aktasty–Arschaly–Astana–Kökschetau–Nowoischim–Sarykol–Qostanai                                                     |
| 857А / 858А | Qaraghandy–Aktasty–Arschaly–Astana                                                                                            |
| 113Ц / 114Ц | Almaty–Üschqongyr–Schu–Akadyr–Qaraghandy–Aktasty–Astana–Kökschetau–Smirnowo–Petropawl–Kurgan–Jekaterinburg–Krasnoufimsk–Kasan |